# 핀란드 사회주의 노동자 공화국
핀란드 사회주의 노동자 공화국(핀란드어: Suomen sosialistinen työväentasavalta 수오멘 소시알리스티넨 튀외배엔타사발타[*]), 속칭 적핀란드(Red Finland)는 핀란드의 단명한 미승인 사회주의 국가이다. 1918년 1월 26일 사회주의 혁명을 일으킨 뒤 1월 29일 핀란드 인민대표단에 의해 건국이 선언되어 핀란드 내전 기간 동안 존속했다. 지지 기반세력은 적위대와 핀란드 사회민주당이었고 소비에트 러시아 볼셰비키의 지원을 받았다.
1918년 5월 내전에서 패배하자 지도부가 지지자들을 버리고 러시아로 도주하면서 무너졌다. 백핀란드에 포로로 붙잡힌 적핀란드 가담자들은 가혹한 포로수용소 생활을 겪으며 많은 수가 사망했다.

## 같이 보기
- 에로 하팔라이넨
- 핀란드
- 핀란드 민주공화국
- 카렐리야-핀란드 소비에트 사회주의 공화국
- 핀란드 왕국 (1918년)
- 쿨레르보 만네르
- 오토 빌레 쿠시넨